# São José da Vitória
São José da Vitória est une municipalité brésilienne de l'État de Bahia.
Sa population était estimée à 5 715 habitants en 2010 et elle s'étend sur 53,395 km2.
Elle appartient à la Microrégion d'Ilhéus-Itabuna dans la Mésorégion du Sud de Bahia.

## Maires
| Période | Période | Identité             | Étiquette                  | Qualité |
| ------- | ------- | -------------------- | -------------------------- | ------- |
| 2021    | 2024    | Jeová Nunes de Souza | Parti socialiste brésilien |         |